# چزنا
شهر  چزنا (به ایتالیایی: Cesena) شهر و کومونهای در ناحیه امیلیا-رومانیا در کشور ایتالیا واقع شده‌است که به اتوبان ای ۱۴ وصل است. این شهر در کوهستان آپنینی واقع شده‌است. این شهر در فاصله تقریبی ۱۵ کیلومتری از دریای آدریاتیک واقع شده‌است. جمعیت چزنا در سرشماری سال ۲۰۱۷ به تعداد ۹۷۱۳۷ نفر تخمین زده‌شده‌است.